# Mokva
Mokva (abchazsky Myқә, gruzínsky მოქვი – Mokvi) je vesnice v Abcházii v Okresu Očamčyra. Nachází se 15 kilometrů vzdušnou čarou severně od okresního města Očamčyra. Vesnicí protéká stejnojmenná řeka. Ve vesnici žije 939 obyvatel, z nichž 85 % jsou Abcházci. V rámci Abcházie má status Obecního centra.

## Hranice
Na severu obec hraničí s obcemi Člou a Tchina, na východě s obcí Džal (Dřív hraničil i s obcí Gup), na jihu s obcemi Baslachu, Merkuloj a Aradu a na západě s obcí Kočara.

## Demografie
Ve vesnici žilo v roce 2011 939 obyvatel, z nichž 85 % jsou Abcházci, 6,1 % Gruzínci, 4,3 % Rusové a 0,9 % Arméni. První dochované sčítání lidu zde proběhlo v roce 1886, ve kterém zde žilo 644 obyvatel a téměř všichni byli Abcházci. V roce 1926 zde žilo už 2852 obyvatel a 11 % z nich byli Gruzínci. V roce 1989 zde žilo 3 046 obyvatel, ale většina jich odešla během války v letech 1992–1993.

## Historie
Mokva je jedna z největších vesnic v Okrese Očamčyra a je to centrum historické oblasti Abzhywa.
V centru města je středověký pravoslavný kostel postavený abchazským králem Leonem III. v druhé polovině desátého století. Je zde pohřbena spousta důležitých osobností, například poslední abchazský kníže Michael Čačba a jeho syn Georgij.
Mokva se historicky dělí na pět částí:
- Adžažv
- Adzbžara
- Achyuaa
- Mokva Achabla
- Džal (dříve, dnes samostatná správa)